# Архів Львівського університету
Архі́в Льві́вського університе́ту — підрозділ Львівського університету, який забезпечує зберігання документів особового характеру, тимчасового зберігання та окремих матеріалів, що підлягають постійному зберіганню. Архів заснований рішенням академічного сенату № 873 від 4 вересня 1894 року. Сучасні хронологічні межі зберігання документів охоплюють XX — початок XXI ст. Розташований в місті Львів, Львівської області. Розташований на вулиці Дорошенка 41, у Львові.

## Історія формування та еволюції архіву

### Перший архів. Єзуїтський університет
Архів університету заснований у 1661 році в Єзуїтському університеті, який сформований на базі Львівської колегії Єзуїтів. Після поділу Орденської Польської провінції на дві частини, у 1756 році виникає архів Малопольської провінції Ордену. В архів під зберігання потрапили документи Львівської колегії. Цінні джерела Ордену зберігалась у трьох примірниках, одне з яких надсилалось до Римського архіву Ордену. Ліквідація Ордену Єзуїтів у 1773 році, зумовила розпорошення, та частково знищення документів. Певні колекції Львівської колегії та університету перебувають в архівах та бібліотеках; Воєводський архів, Бібліотека ПАН у Кракові, НБ у Відні, ЦДІА України у Львові, ДАЛО, приватні колекції тощо. Сучасний архів Малопольської провінції Ордену Єзуїтів у Кракові зберігає колекції документів з ХІХ–ХХ століть.

### Другий архів. Йосифінський університет
Друга архівна установа виникла з часом відновлення у 1784 році Йосифінського університету. Який згодом стає ліцеєм та університетом імені Франца I. Документи архіву потрапили під час пожежі університету та Весни Народів 1848 року. Зараз ці документи включені до ф. 26 (Університет ім. Яна Казимира у Львові) ДАЛО.

### Третій архів. Університет Яна Казимира
Третя архівна установа сформована 4 вересня 1849 року. З 1944 року його документи були передені в ДАЛО (ф. 26) та ЦДІА у Львові.

### Радянський період. Університет Франка
Архів виник у наслідок затвердження Радянської влади у Львові в 1939 році. В процесі затвердження радянської влади ліквідована попередня традиція ведення архівної справи, та прибрано статус архіву як наукової установи при університеті. Архів перетворено на підрозділ для господарчої діяльності.

### Сучасність
Архів Львівського університету є підрозділом самого університету. Архів виконує довідки соціально-правого характеру, займається ініціативним комплектуванням таких відомих особистий як: Петра Крип'якевича, Степана Макарчука тощо. Архівні працівники проводять інтерв'ю відомих особистостей Львівського університету. Архів Львівського університету перший серед архівних установ України підключився до системи державних послуги iGov у 2016 році.
| Скажімо, загубивши диплом, раніше потрібно було витратити чимало часу на замовлення та отримання копії. |
Функціонує сайт та сторінка у соціальній мережі Facebook.